# Primordial
Primordial – irlandzka grupa muzyczna wykonująca muzykę z pogranicza black, pagan i folk metalu. Zespół został założony w 1987 roku w Skerries w Irlandii. Jego założycielami byli gitarzysta basowy Pól MacAmlaigh oraz gitarzysta Ciáran MacUiliam. Oficjalny debiut płytowy grupy to Imrama, utrzymana w stylu nieco bardziej melodyjnej odmiany black metalu. Muzyczna ewolucja grupy zachodziła w kierunku dołączania do warstwy muzycznej elementów folkowych. Słychać takie wpływy na płycie A Journey's End, gdzie użyto mandoliny i gwizdków. 
Dwie następne płyty, The Burning Season i Spirit the Earth Aflame, to próba kompilacji motywów blackmetalowych z folk metalem i muzyką celtycką. 
Zespół często koncertuje wspólnie z innymi zespołami tej sceny muzycznej, np. z grupami Thyrfing czy Moonsorrow. Muzycy grupy uczestniczyli w I edycji festiwalu Heathen Crusade w USA.

## Dyskografia
Albumy
| Imrama                           | - Data: 20 września 1995 - Wydawca: Cacophonous Records     | —  | —  | —  | —  |
| A Journey's End                  | - Data: 9 stycznia 1998 - Wydawca: Misanthropy Records      | —  | —  | —  | —  |
| Spirit the Earth Aflame          | - Data: 30 października 2000 - Wydawca: Hammerheart Records | —  | —  | —  | —  |
| Storm Before Calm                | - Data: 10 stycznia 2002 - Wydawca: Hammerheart Records     | —  | —  | —  | —  |
| The Gathering Wilderness         | - Data: 7 lutego 2005 - Wydawca: Metal Blade Records        | —  | —  | —  | —  |
| To the Nameless Dead             | - Data: 16 listopada 2007 - Wydawca: Metal Blade Records    | —  | —  | —  | —  |
| Redemption at The Puritan's Hand | - Data: 23 kwietnia 2011 - Wydawca: Metal Blade Records     | 31 | 90 | 23 | 54 |
| Where Greater Men Have Fallen    | - Data: 25 listopada 2014 - Wydawca: Metal Blade Records    | 34 | 97 | 45 | —  |
| "—" album nie był notowany.      |                                                             |    |    |    |    |

Inne
| Tytuł                                                 | Dane dot. albumu                                            |
| ----------------------------------------------------- | ----------------------------------------------------------- |
| Dark Romanticism... Sorrow's Bitter Harvest... (demo) | - Data: 22 czerwca 1993 - Wydawca: wydanie własne           |
| Demo (demo)                                           | - Data: 1994 - Wydawca: wydanie własne                      |
| Primordial / Katatonia (split)                        | - Data: 1996 - Wydawca: Misanthropy Records                 |
| The Burning Season (EP)                               | - Data: 25 października 1999 - Wydawca: Hammerheart Records |
| Dark Romanticism (kompilacja)                         | - Data: 21 czerwca 2004 - Wydawca: Karmageddon Media        |
| Primordial / Mael Mórdha (split)                      | - Data: październik 2005 - Wydawca: Sentinel Records        |

## Wideografia
| Tytuł            | Dane dot. albumu                                    |
| ---------------- | --------------------------------------------------- |
| All Empires Fall | - Data: 1 marca 2010 - Wydawca: Metal Blade Records |

## Nagrody i wyróżnienia
| Rok  | Kategoria                             | Tytułem              | Nagroda                         | Nota | Źródło |
| ---- | ------------------------------------- | -------------------- | ------------------------------- | ---- | ------ |
| 2008 | International Metal Album of the Year | To the Nameless Dead | Danish Metal Awards             | Laur | [ 10 ] |
| 2011 | Best Underground                      | Primordial           | Metal Hammer Golden Gods Awards | Laur | [ 11 ] |